# Francis Palmade
Pour les articles homonymes, voir Palmade.
Francis Palmade, né le 11 janvier 1937 à Saint-Féliu-d'Avall (Pyrénées-Orientales), est un arbitre international de rugby à XV. Il crée le 1er octobre 1976 le club de rugby JA Isle Rugby, dans la banlieue de Limoges.

## Carrière d'arbitre
Il arbitre son premier match international le 3 février 1973 opposant l'Écosse au pays de Galles. Il arbitre notamment dix matches du Tournoi des Cinq Nations, deux matches des Lions britanniques contre les Springboks et deux matches des Lions contre les All Blacks. Il arbitre le premier match d'une équipe des Springboks avec un joueur non-blanc, Errol Tobias, en 1981, au Cap. Il arbitre son dernier match international le 15 mars 1986 opposant l'Irlande à l'Écosse.
Francis Palmade arbitra deux finales du championnat de France : en 1974 la finale qui opposa dans le nouveau Parc des Princes l'AS Béziers de Richard Astre au RC Narbonne des frères Spanghero, et celle de 1979 qui opposa le RC Narbonne à Bagnères-de-Bigorre, une finale tendue au cours de laquelle Francis Palmade dut expulser deux joueurs. Selon ses dires, il aurait pu arbitrer la finale du championnat en 1973, mais André Cuny est finalement désigné à sa place.
Il est ensuite délégué lors des matches du Top 14. Francis Palmade est en outre l'arbitre à qui nous devons la majeure partie de la technique gestuelle d'arbitrage telle qu'elle est utilisée aujourd'hui. En 1971, arbitre d'un match entre deux clubs anglais mais n'ayant pas le vocabulaire suffisant pour arbitrer verbalement comme cela se fait alors, il décide de joindre le geste à la parole et élabore ainsi des gestes simples et évocateurs, compris par tous.

## Statistiques d'arbitrage
- 16 matchs internationaux
- 2 finales du championnat de France : 1974, 1979
- Challenge Yves du Manoir : 1972